# Thanh Trì (huyện)
Thanh Trì là một huyện cũ ngoại thành nằm ở phía Nam thành phố Hà Nội, Việt Nam.

## Vị trí địa lý
Huyện Thanh Trì có vị trí địa lý:
- Phía đông giáp huyện Gia Lâm và huyện Văn Giang, tỉnh Hưng Yên (với ranh giới là sông Hồng)
- Phía tây giáp quận Hà Đông và huyện Thanh Oai
- Phía nam giáp huyện Thường Tín
- Phía bắc giáp quận Hoàng Mai và quận Thanh Xuân.

### Điều kiện tự nhiên
Huyện Thanh Trì nằm ở hữu ngạn sông Hồng, địa thế thấp dần về phía Đông Nam theo hướng dòng chảy của sông Hồng, trên địa bàn huyện có đoạn cuối của sông Tô Lịch chảy qua nối với sông Nhuệ ở phía Tây Nam.
Địa hình của huyện Thanh Trì thấp với nhiều điểm trũng nhất là khu Đồng Trì (xã Tứ Hiệp). Sông Hồng nhiều lần chuyển dòng để lại vết tích những điểm trũng này là các ao, hồ, đầm. Tên huyện Thanh Trì (chữ Hán: 青池) và tên cổ Thanh Đàm (青潭) có nghĩa "ao xanh" và "đầm xanh" chính là dựa vào đặc điểm địa hình của huyện. Do kỵ húy vua Lê Thế Tông nên đổi thành Thanh Trì.

## Hành chính
Huyện Thanh Trì có 16 đơn vị hành chính cấp xã trực thuộc, bao gồm thị trấn Văn Điển (huyện lỵ) và 15 xã: Đại Áng, Đông Mỹ, Duyên Hà, Hữu Hòa, Liên Ninh, Ngọc Hồi, Ngũ Hiệp, Tả Thanh Oai, Tam Hiệp, Tân Triều, Thanh Liệt, Tứ Hiệp, Vạn Phúc, Vĩnh Quỳnh, Yên Mỹ.

## Lịch sử
Là một vùng đất cổ nằm ở phía nam kinh đô, Thanh Trì có bề dày phát triển và truyền thống văn hóa đặc sắc. Bên cạnh hệ thống văn vật phong phú còn lưu giữ được với 56 cụm di tích và di tích, 2 tượng đài, đài tưởng niệm được xếp hạng di tích lịch sử cách mạng, văn hoá nghệ thuật, nơi đây còn là quê hương của rất nhiều danh nhân văn hóa đất nước và cũng là nơi nổi tiếng với nhiều sản vật nức tiếng xưa nay.
Theo dấu lịch sử, từ xa xưa, vùng đất này có tên là Long Đàm (đầm Rồng). Thế kỷ X, sứ quân Nguyễn Siêu chiếm đóng Tây Phù Liệt, khai khẩn đất hoang tạo nên một thế lực quân sự mạnh và phát triển thành một trong 12 sứ quân. Đến thời thuộc Minh, không muốn dân chúng nhớ lại tên Thăng Long, chính quyền phong kiến phương Bắc đã đổi tên kinh đô nước Việt thành Đông Quan và Long Đàm cũng bị đổi theo thành Thanh Đàm (đầm nước trong) thuộc châu Phúc Yên. Sang thời Lê Thế Tông (1573 - 1591), để kiêng húy tên vua, vùng đất này được đổi tên lần nữa thành Thanh Trì và tên gọi này được sử dụng đến tận ngày nay.
Trước năm 1945, huyện Thanh Trì thuộc phủ Thường Tín, tỉnh Hà Đông gồm có các tổng: Thanh Trì, Hoàng Mai, Vĩnh Ninh, Nam Phù, Thịnh Liệt (Sét), Cổ Điển, Vạn Phúc, Vân La, Khương Đình, Ninh Xá.
Sau Cách mạng Tháng Tám, huyện Thanh Trì thuộc tỉnh Hà Đông gồm 29 xã: Cự Khê, Đại Áng, Đại Kim, Định Công, Đông Mỹ, Duyên Hà, Hoàng Liệt, Hoàng Văn Thụ, Hữu Hòa, Khương Đình, Kiến Hưng, Liên Ninh, Lĩnh Nam, Mỹ Hưng, Ngọc Hồi, Ngũ Hiệp, Tả Thanh Oai, Tam Hiệp, Tân Triều, Thanh Liệt, Thanh Trì, Thịnh Liệt, Trần Phú, Tứ Hiệp, Vạn Phúc, Vĩnh Quỳnh, Vĩnh Tuy, Yên Mỹ, Yên Sở.
Ngày 31 tháng 5 năm 1961, sáp nhập huyện Thanh Trì (trừ 4 xã: Cự Khê, Hữu Hòa, Kiến Hưng, Mỹ Hưng sáp nhập vào huyện Thanh Oai và 4 xã: Đại Áng, Liên Ninh, Ngọc Hồi, Tả Thanh Oai sáp nhập vào huyện Thường Tín) vào thành phố Hà Nội. Đồng thời thành lập thị trấn Văn Điển (thị trấn huyện lỵ của huyện Thanh Trì) trên cơ sở tách phố Văn Điển của xã Tứ Hiệp. Từ đó huyện Thanh Trì gồm thị trấn Văn Điển (huyện lỵ) và 21 xã: Đại Kim, Định Công, Đông Mỹ, Duyên Hà, Hoàng Liệt, Hoàng Văn Thụ, Khương Đình, Lĩnh Nam, Ngũ Hiệp, Tam Hiệp, Tân Triều, Thanh Liệt, Thanh Trì, Thịnh Liệt, Trần Phú, Tứ Hiệp, Vạn Phúc, Vĩnh Quỳnh, Vĩnh Tuy, Yên Mỹ, Yên Sở.
Ngày 15 tháng 10 năm 1972, tách hai thôn Giáp Bát, Giáp Lục của xã Thịnh Liệt và thôn Tương Mai của xã Hoàng Văn Thụ sáp nhập vào khu phố Hai Bà Trưng (sau là các phường Giáp Bát, Tân Mai, Tương Mai của quận Hai Bà Trưng).
Ngày 27 tháng 12 năm 1978, sáp nhập 4 xã: Đại Áng, Liên Ninh, Ngọc Hồi, Tả Thanh Oai của huyện Thường Tín và xã Hữu Hòa của huyện Thanh Oai, tỉnh Hà Sơn Bình vào huyện Thanh Trì. Từ đó huyện Thanh Trì gồm 26 xã: Đại Áng, Đại Kim, Định Công, Đông Mỹ, Duyên Hà, Hoàng Liệt, Hoàng Văn Thụ, Hữu Hòa, Khương Đình, Liên Ninh, Lĩnh Nam, Ngọc Hồi, Ngũ Hiệp, Tả Thanh Oai, Tam Hiệp, Tân Triều, Thanh Liệt, Thanh Trì, Thịnh Liệt, Trần Phú, Tứ Hiệp, Vạn Phúc, Vĩnh Quỳnh, Vĩnh Tuy, Yên Mỹ, Yên Sở.
Ngày 13 tháng 10 năm 1982, tách thôn Mai Động của xã Hoàng Văn Thụ vào quận Hai Bà Trưng chuyển thành phường Mai Động.
Ngày 30 tháng 9 năm 1990, sáp nhập xã Hoàng Văn Thụ vào quận Hai Bà Trưng chuyển thành phường Hoàng Văn Thụ.
Ngày 1 tháng 1 năm 1997, sáp nhập xã Khương Đình vào quận Thanh Xuân mới thành lập chuyển thành phường Khương Đình.
Ngày 1 tháng 1 năm 2004, tách 9 xã: Đại Kim, Định Công, Hoàng Liệt, Lĩnh Nam, Thanh Trì, Thịnh Liệt, Trần Phú, Vĩnh Tuy, Yên Sở.để thành lập quận Hoàng Mai. Huyện Thanh Trì còn lại thị trấn Văn Điển (huyện lỵ) và 15 xã: Đại Áng, Đông Mỹ, Duyên Hà, Hữu Hòa, Liên Ninh, Ngọc Hồi, Ngũ Hiệp, Tả Thanh Oai, Tam Hiệp, Tân Triều, Thanh Liệt, Tứ Hiệp, Vạn Phúc, Vĩnh Quỳnh, Yên Mỹ.
Ngày 1 tháng 7 năm 2025, huyện Thanh Trì bị giải thể để thực hiện chính quyền địa phương 2 cấp, không tổ chức cấp huyện.

## Kinh tế
Thanh Trì là mảnh đất có nhiều sản vật giá trị như: vải tiến làng Quang (xã Thanh Liệt), nghề dệt quai thao Triều Khúc, sơn vẽ Đông Phù, mây tre Vạn Phúc, bánh chưng Tranh Khúc, rượu hoa cúc Yên Ngưu, làm bánh kẹo Nội Am, làm chìa khóa Tương Chúc.
- Về sản xuất công nghiệp có: Nhà máy phân lân Văn Điển, Nhà máy pin Văn Điển, Nhà máy đệm Hanvico, Nhà máy lắp ráp ô tô GM (Dae Woo), khu công nghiệp Ngọc Hồi có nhiều doanh nghiệp in ấn bao bì, thức ăn chăn nuôi, cửa nhựa, công ty May Thanh Trì.

Trên địa bàn huyện Thanh Trì đã và đang hình thành một số khu đô thị lớn như: khu đô thị Đại Thanh thuộc xã Tả Thanh Oai, khu đô thị Cầu Bươu thuộc xã Tân Triều, khu đô thị Hồng Hà Park City, khu đô thị Tây Nam Kim Giang, khu đô thị Tân Triều, khu đô thị Ngọc Hồi, khu đô thị và chung cư Tứ Hiệp,...
- Thanh Trì là huyện có tốc độ đô thị hóa nhanh định hướng sẽ trở thành quận nội thành của Hà Nội. Năm 2019 tổng thu ngân sách của huyện đạt hơn 1000 tỷ đồng.

### Làng nghề
Là một huyện giáp ranh nội thành dân cư đông đúc rất thuận lợi cho các làng nghề ở đây phát triển đặc biệt là nhóm chế biến lương thực, thực phẩm. Thanh Trì có 7 làng nghề được công nhận gồm 4 làng nghề truyền thống, 3 làng nghề. Riêng nhóm chế biến lương thực, thực phẩm và nông sản có 4 làng (bánh chưng, kẹo, nấu rượu, miến, bánh đa). Ngoài ra, huyện còn có nhiều làng có nghề khác riêng các làng có nghề như mây tre đan, sơn mài đang mai một dần. Các làng nghề truyền thống và làng nghề mới, nghề phụ như:
- Làng nghề bánh chưng Tranh Khúc (Duyên Hà)
- Làng nghề làm nón Vĩnh Thịnh (Đại Áng)
- Tái chế nhựa, lông vũ, tơ lụa Triều Khúc (Tân Triều)
- Bánh đa, miến rong Duyên Hà
- Nghề mây tre đan xã Vạn Phúc
- Làng nghề nấu rượu Yên Ngưu (Tam Hiệp)
- Làng nghề làm bánh kẹo Nội Am (Liên Ninh)
- Có nghề bện thừng chão Thọ Am (Liên Ninh)
- Rau sạch, rau an toàn Yên Mỹ, Vạn Phúc
- Nghề cơ kim khí Quỳnh Đô (Vĩnh Quỳnh)
- Một số có nghề làm nón Lạc Thị (Ngọc Hồi)
- Nghề khóa, lược sừng Tương Chúc (Ngũ Hiệp)
- Nghề nấu rượu làng Tó (Tả Thanh Oai)
- Đan lát, lồng bàn Nhị Châu (Liên Ninh)
- Nghề làm guốc mộc Yên Xá (Tân Triều)
- Đan thúng Tự Khoát (Ngũ Hiệp)
- Làng nghề miến rong, bánh đa, tiểu hổ Phú Diễn (Hữu Hòa)
- Nghề sơn mài ở Đông Mỹ
- Nghề may thôn Vĩnh Trung (Đại Áng).

## Xã hội

### Giáo dục
- Trường THCS Tân Triều
- Trường THCS Chu Văn An
- Trường THCS Ngũ Hiệp
- Trường THCS Ngọc Hồi
- Trường tiểu học A và B thị trấn Văn Điển
- Trường THCS Thị Trấn Văn Điển
- Trường THCS Liên Ninh
- Trường THCS Tứ Hiệp
- Trường THCS Yên Mỹ
- Trường THCS Đại Áng
- Trường THCS Thanh Liệt
- Trường THCS Đông Mỹ
- Trường THCS Vạn Phúc
- Trường THCS Duyên Hà
- Trường THCS Tả Thanh Oai
- Trường THCS Tam Hiệp
- Trường THCS Vĩnh Quỳnh
- Trường THPT Ngọc Hồi
- Trường THPT Ngô Thì Nhậm
- Trường THPT Đông Mỹ
- Trường THPT Lương Thế Vinh
- Trường THPT Nguyễn Quốc Trinh
- Trường THPT Lê Thánh Tông
- Trung tâm Giáo dục nghề nghiệp - Giáo dục thường xuyên huyện Thanh Trì

Các trường đại học, cao đẳng:
- Học viện Kỹ thuật mật mã (Ban Cơ yếu Chính phủ - BQP) tại xã Tân Triều.
- Cao đẳng Kinh tế công nghiệp Hà nội (Bộ Công thương) tại xã Tả Thanh Oai.
- Cao đẳng Cơ điện Hà Nội xã Vĩnh Quỳnh
- Trường Đại học Mở Hà Nội cơ sở Ngọc Hồi
- Viện khoa học Nông nghiệp xã Vĩnh Quỳnh.
- Trường quản lý cán bộ nông nghiệp Bộ Nông nghiệp xã Vĩnh Quỳnh.
- Viện Điều tra quy hoạch rừng thuộc Bộ Nông nghiệp và phát triển nông thôn.
- Viện Dược Liệu.
- Cao đẳng công nghệ bách khoa Hà Nội

### Y tế
- Bệnh viện Nội tiết Trung ương tại xã Tứ Hiệp gần cầu Văn Điển
- Bệnh viện Đa khoa Thăng Long tại đường Tựu Liệt, xã Tam hiệp
- Bệnh viện K cơ sở Tam Hiệp trên đường Tựu Liệt, xã Tam Hiệp.
- Bệnh viện K cơ sở Tân Triều trên đường Phan Trọng Tuệ.
- Bệnh viện Đa khoa Nông nghiệp trên đường Ngọc Hồi
- Trung tâm Y tế huyện Thanh Trì.

## Văn hóa
- Đình Ba Dân ở xã Tứ Hiệp, Thanh Trì [5] Hà Nội Thờ anh em của Nguyễn Bặc là Nguyễn Bồ và Nguyễn Phục. Cả ba anh em ông đều là tướng nhà Đinh. Năm 967, Đinh Bộ Lĩnh giao Nguyễn Bồ làm chỉ huy tiến quân đánh sứ quân Nguyễn Siêu ở Tây Phù Liệt, không may Nguyễn Bồ cùng ba tướng Nguyễn Phục, Đinh Thiết, Cao Sơn tử trận.
- Đình Hữu Từ ở xã Hữu Hòa, Thanh Trì, Hà Nội thờ Bà chúa Trai Phạm Thị Hến, sau được Vua Lê Đại Hành phong Phạm Hoàng hậu. Thần sắc các đền thờ gọi Bà là Đô Hồ phu nhân.
- Đình Phú Diễn ở xã Hữu Hòa, Thanh Trì, Hà Nội thờ Vua Lê Đại Hành và Bà chúa Trai, tức Đô Hồ phu nhân, sau được phong Phạm Hoàng hậu.
- Đình Hữu Thanh Oai ở xã Hữu Hòa, Thanh Trì, Hà Nội thờ Vua Lê Hoàn tại nơi vua đóng quân để phá cuộc xâm lược của nhà Tống. Khi theo đường sông Nhuệ đến các làng Tó, Lê Hoàn đã dừng chân trên gò đất có hình con rùa ở Rừng Mơ. Dân làng ra chúc tụng và dâng cỗ chay. Về sau, dân làng lập miếu thờ ông trên gò này và thờ ông ở đình.
- Đình Hoa Xá ở xã Tả Thanh Oai, Thanh Trì, Hà Nội thờ Vua Lê Đại Hành và bà chúa Trai, tức Đô Hồ phu nhân Phạm hoàng hậu. Phía sau tam quan có đôi ngựa đá do Ngô Thì Nhậm cung tiến
- Minh Ngự Lâu ở xã Tả Thanh Oai, Thanh Trì, Hà Nội Minh Ngự Lâu là nơi ở cũ của bà Chúa Hến (Đô Hồ phu nhân), nằm cách đình Hoa Xá khoảng 200m. Minh Ngự Lâu nhỏ hơn nhiều so với đình Hoa Xá và được làm theo một kiểu kiến trúc truyền thống với hai nếp nhà ba gian xếp thành hình “chữ Nhị”.
- Đình Trung ở xã Tứ Hiệp, Thanh Trì, Hà Nội Thờ 2 tướng là Nguyễn Bồ và Nguyễn Phục, là tướng nhà Đinh. Năm 967, Đinh Bộ Lĩnh giao Nguyễn Bồ làm chỉ huy tiến quân đánh sứ quân Nguyễn Siêu ở Tây Phù Liệt, không may Nguyễn Bồ cùng ba tướng Nguyễn Phục, Đinh Thiết, Cao Sơn tử trận.
- Đình Văn Điển ở xã Tứ Hiệp, Thanh Trì, Hà Nội Thờ 2 tướng là Nguyễn Bồ và Nguyễn Phục, là tướng nhà Đinh. Năm 967, Đinh Bộ Lĩnh giao Nguyễn Bồ làm chỉ huy tiến quân đánh sứ quân Nguyễn Siêu ở Tây Phù Liệt, không may Nguyễn Bồ cùng ba tướng Nguyễn Phục, Đinh Thiết, Cao Sơn tử trận.
- Đình Tự Khoát Ngũ Hiệp, Thanh Trì, Hà Nội Thờ tướng Cao Sơn, cùng với Nguyễn Bồ, Nguyễn Phục, Đinh Thiết đã hy sinh trong trận đánh dẹp sứ quân Nguyễn Siêu.

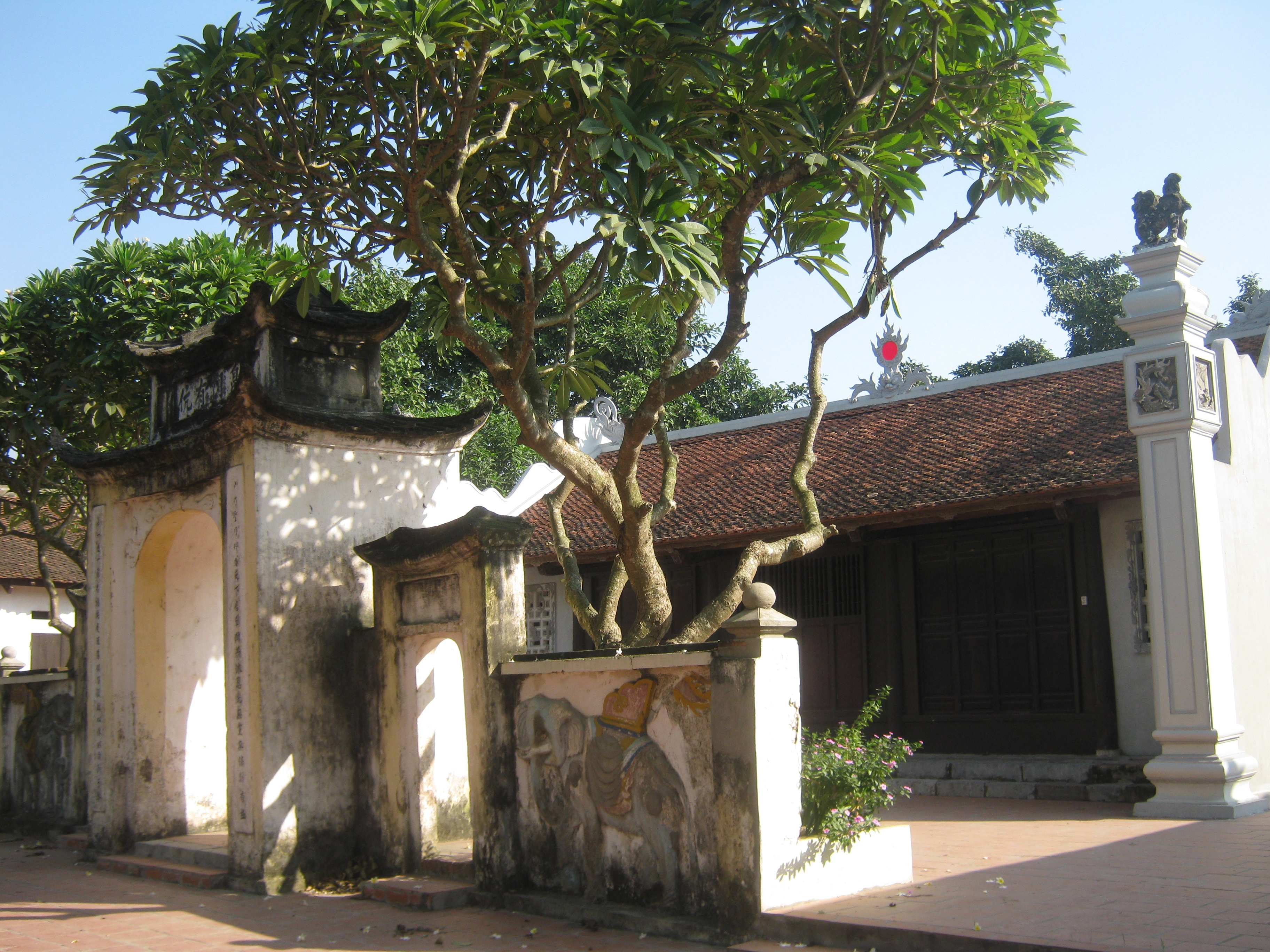
đình Hữu Thanh Oai ở xã Hữu Hòa thờ Lê Hoàn
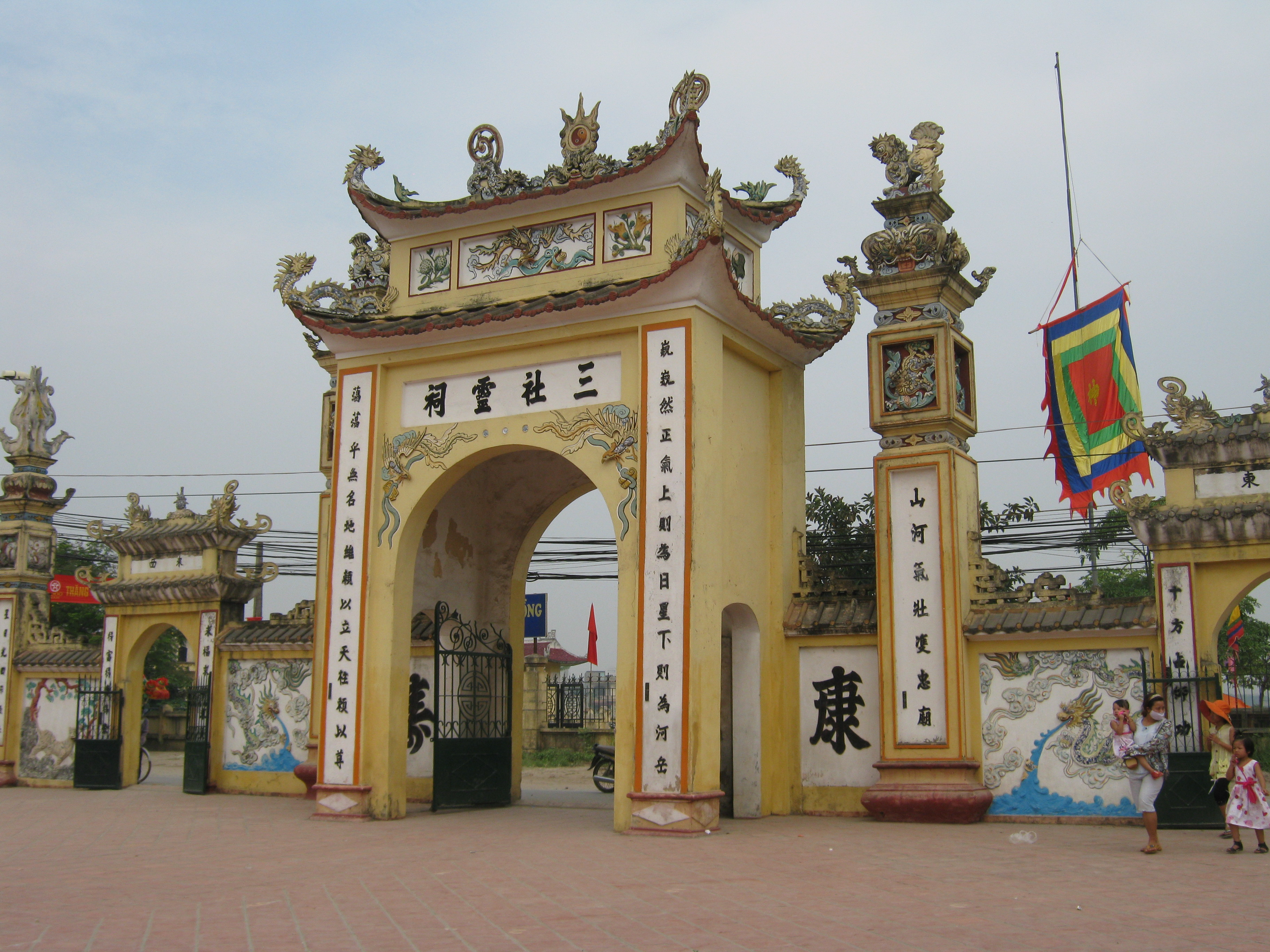
Đình Ba Dân ở xã Tứ Hiệp thờ anh em Nguyễn Bồ
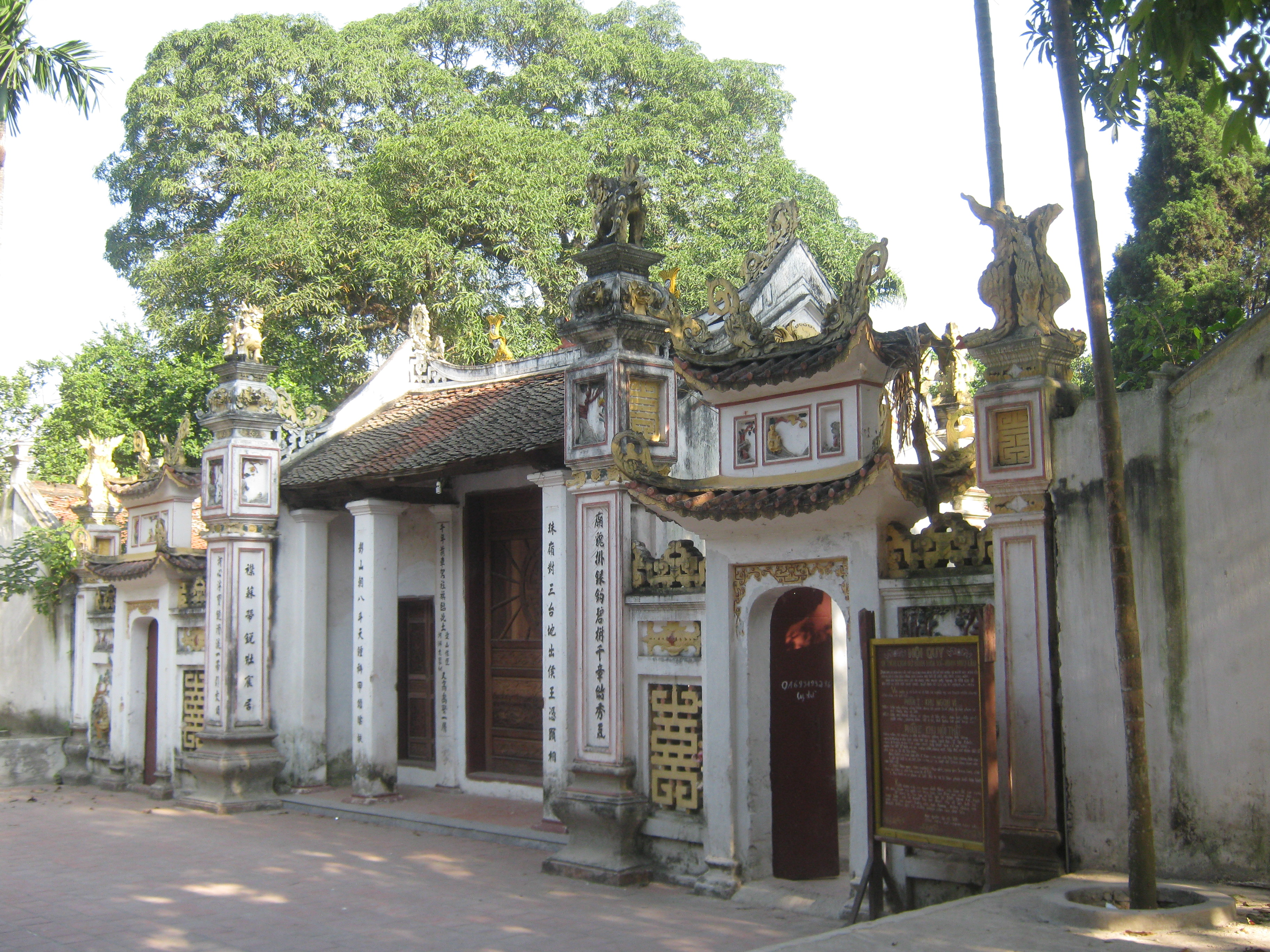
Đình Hoa Xá - Minh Ngự Lâu ở xã Tả Thanh Oai
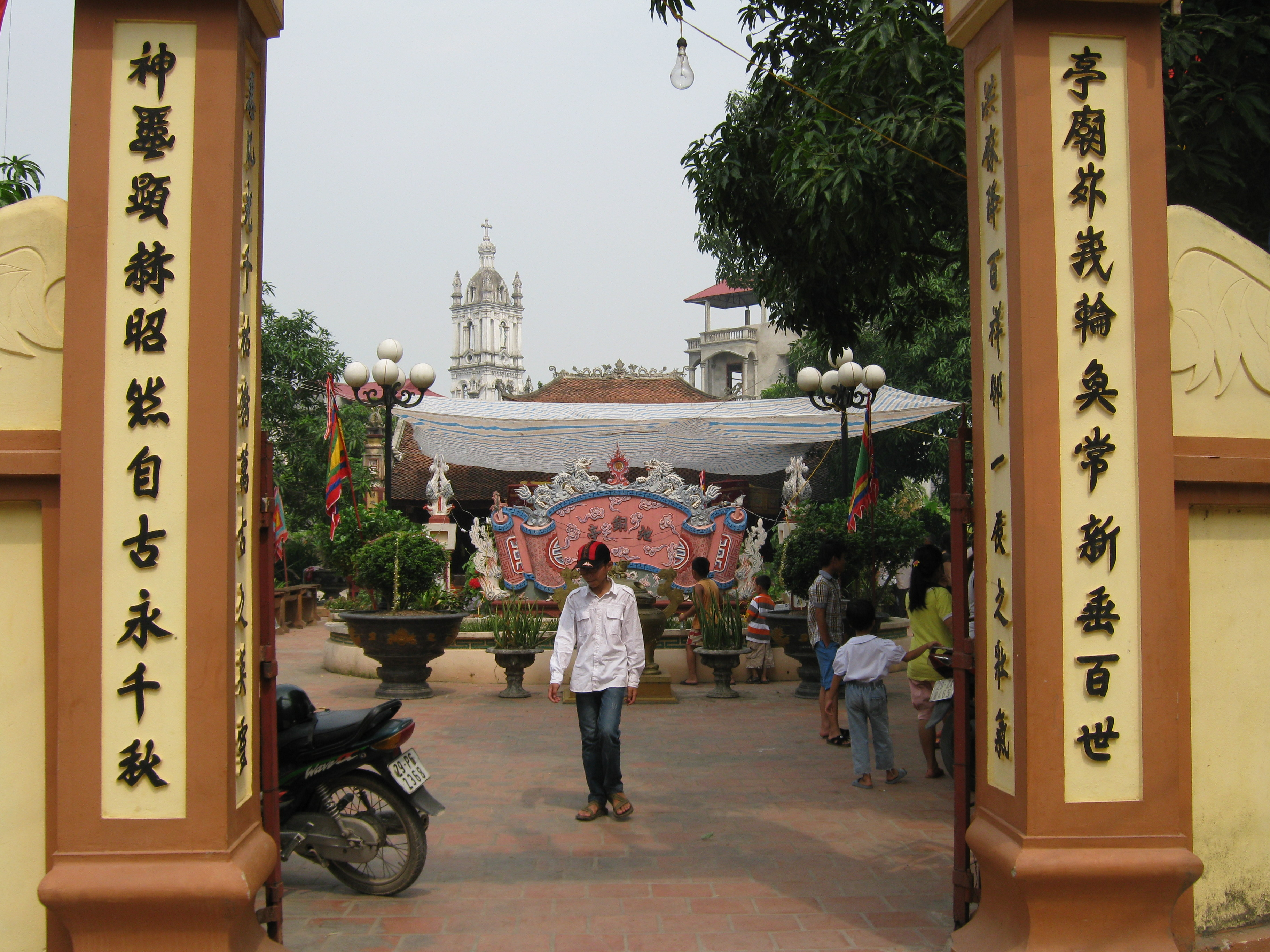
Đền thờ Nguyễn Bặc ở xã Tứ Hiệp
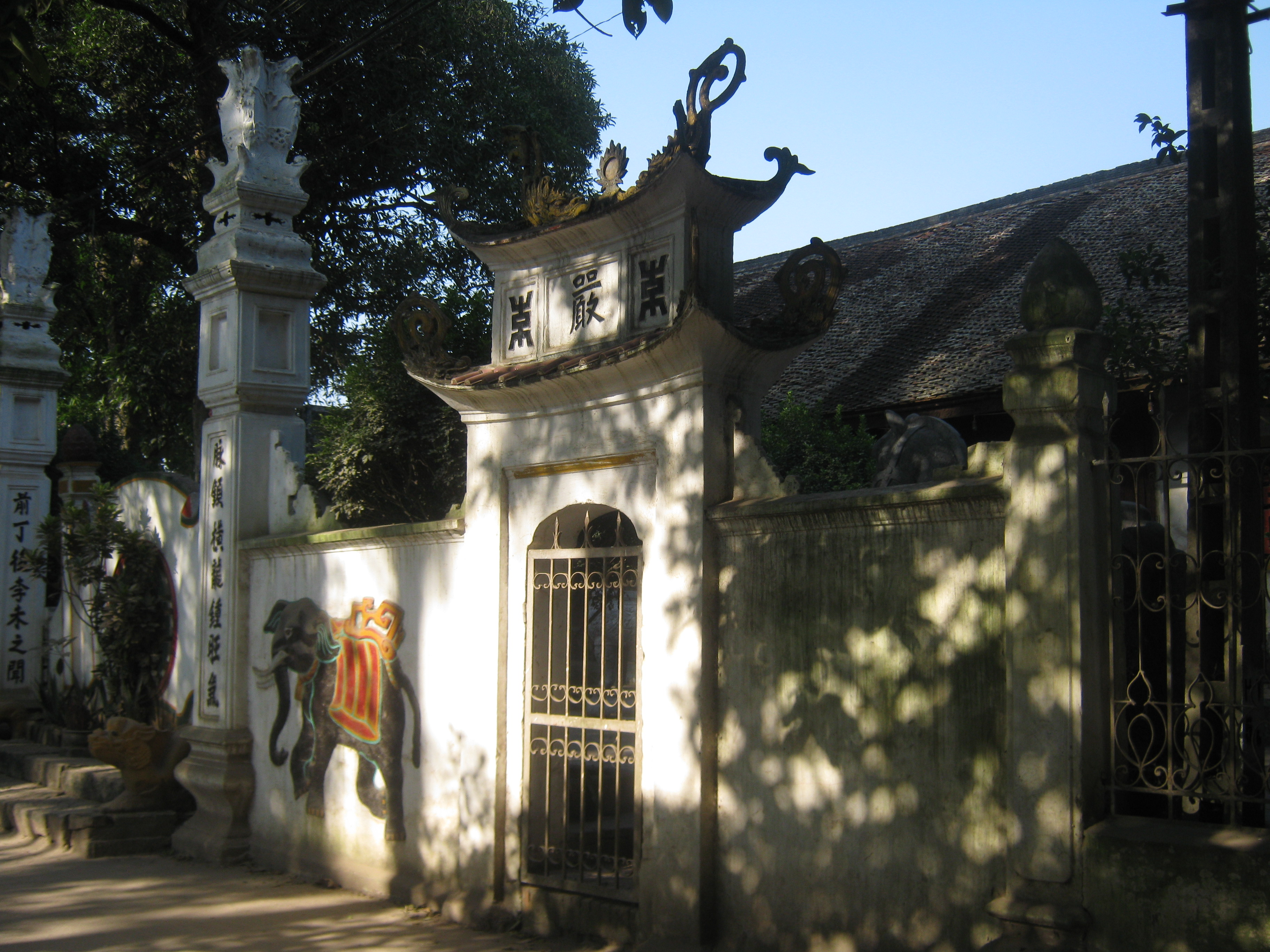
đình Phú Diễn ở xã Hữu Hòa thờ Lê Đại Hành
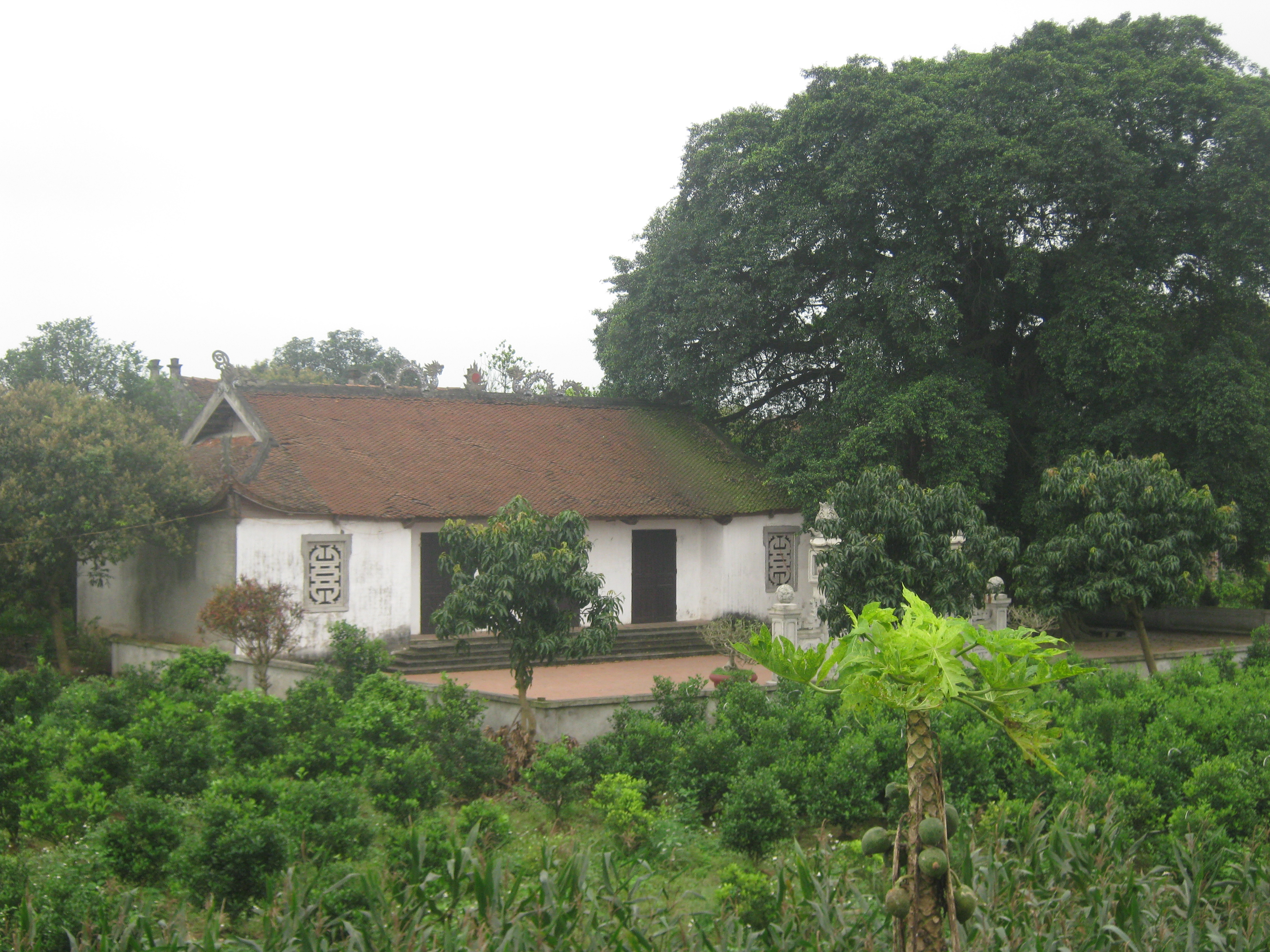
Đình Văn Uyên, nơi thờ Nguyễn Siêu
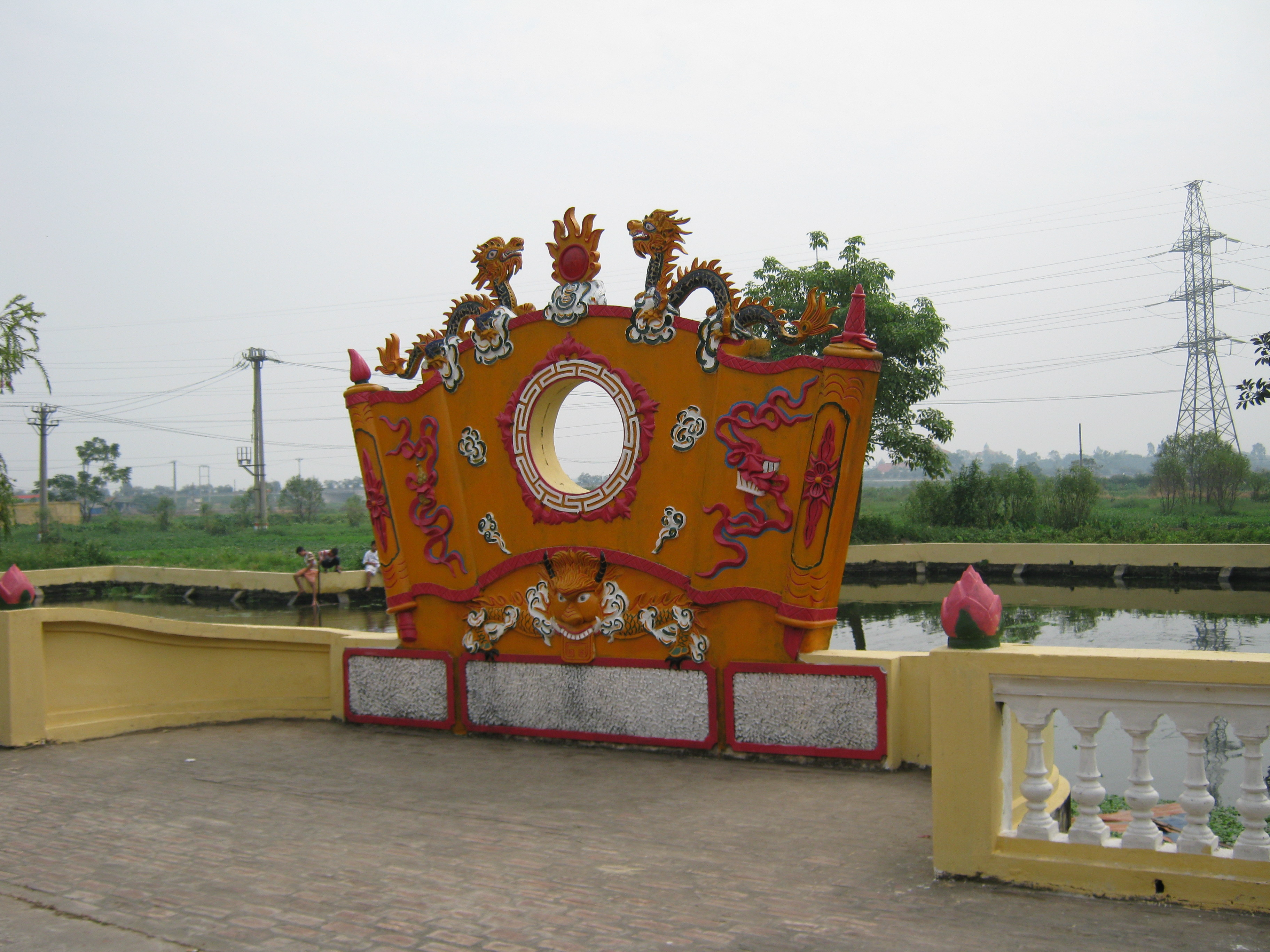
Đền Vua Đinh Tiên Hoàng
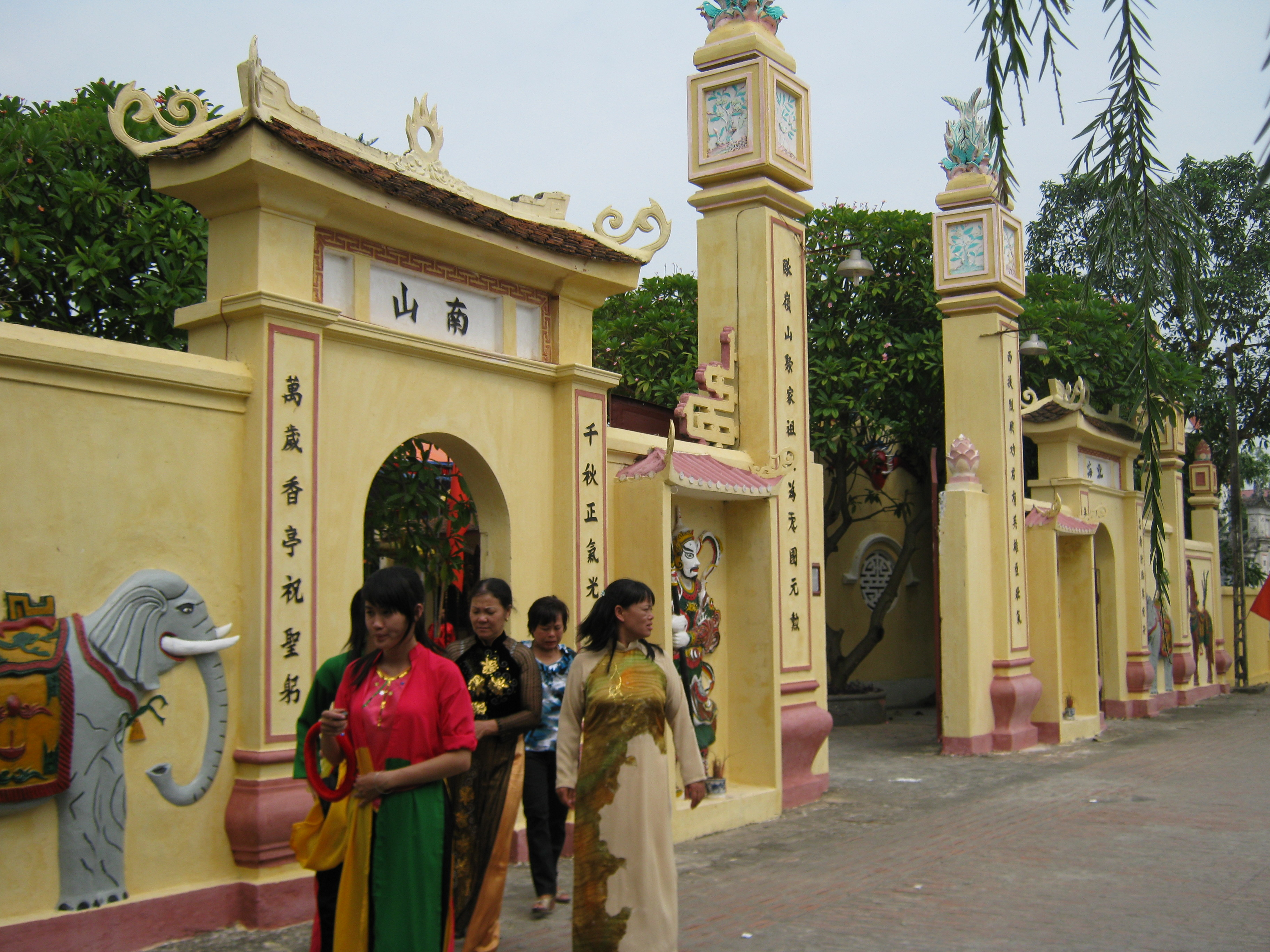
Đình Trung ở xã Tứ Hiệp
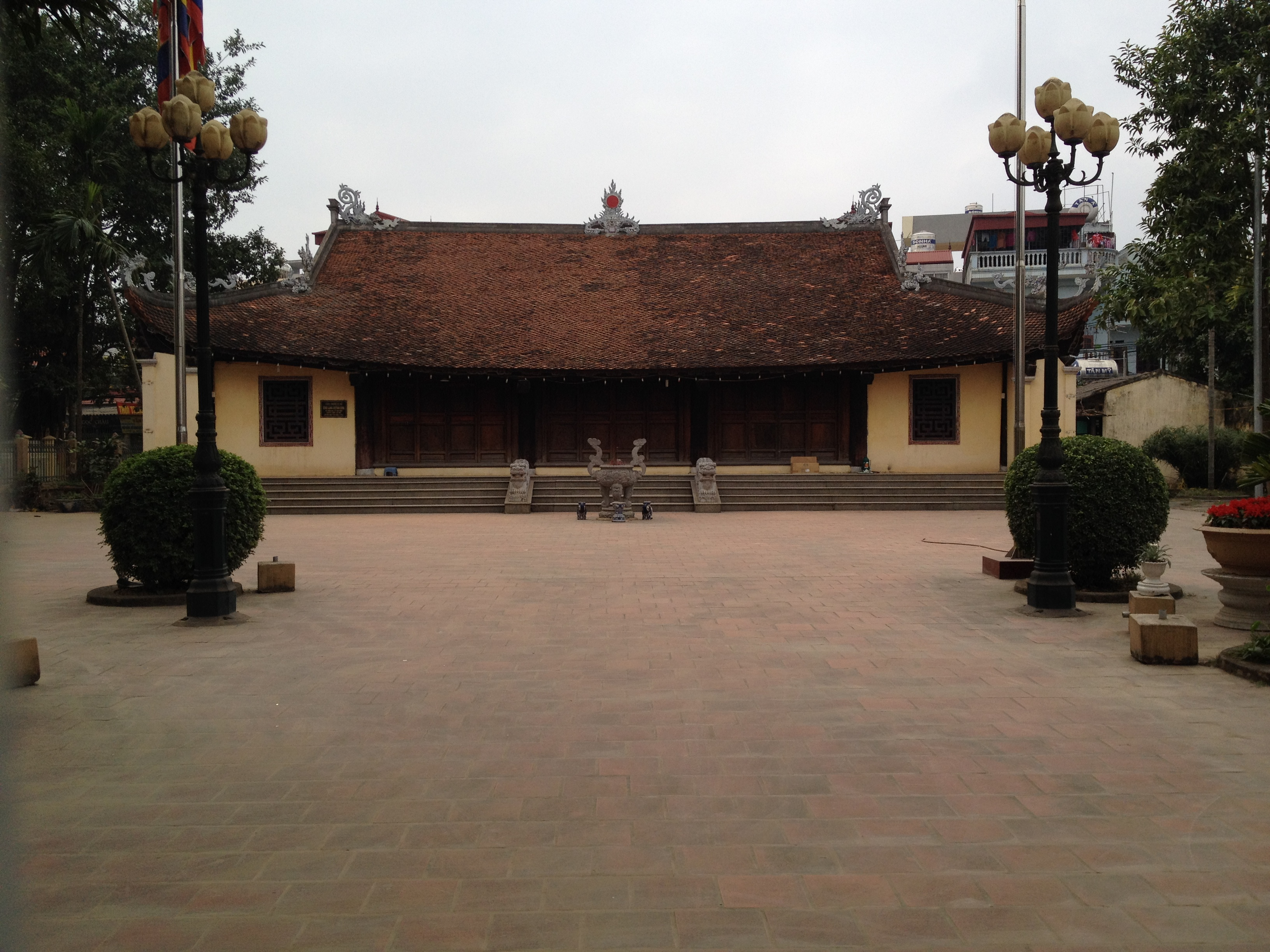
Đình Huỳnh Cung, Thanh trì

## Giao thông
- Quốc lộ 1 chạy xuyên suốt qua địa bàn huyện (chạy qua các xã Tứ Hiệp, Ngũ Hiệp, Ngọc Hồi, Liên Ninh).
- Quốc lộ 21C chạy qua Thanh Liệt, Tân Triều với tên gọi đường Phạm Tu hay đường Xa La - Nguyễn Xiển.
- Đường cao tốc Pháp Vân – Cầu Giẽ (Quốc lộ 1 mới) chạy xuyên qua địa bàn huyện tại các xã Tứ Hiệp, Ngũ Hiệp, Liên Ninh thuộc huyện; hệ thống đường gom dân sinh song song với đường cao tốc.
- Đường Phan Trọng Tuệ (đường 70 cũ) đi từ thị trấn Văn Điển qua các xã Vĩnh Quỳnh, Tam Hiệp, Thanh Liệt và Tân Triều.
- Sông Hồng chảy men theo phía Đông huyện qua các xã Yên Mỹ, Duyên Hà và Vạn Phúc.
- Đường sắt Thống Nhất, chạy dọc theo Quốc lộ 1 với ga Văn Điển.
- Đường liên xã Vạn Phúc - Duyên Hà - Yên Mỹ.
- Đường liên xã Ngũ Hiệp - Đông Mỹ - Vạn Phúc.
- Các tuyến xe bus số 6A (Bến xe Giáp Bát - Cầu Giẽ), số 6B (Bến xe Giáp Bát - Hồng Vân), số 6C (Bến xe Giáp Bát - Phú Minh), số 6D (Bến xe Giáp Bát - Tân Dân), số 6E (Bến xe Giáp Bát - Phú Túc), số 8A (Đông Mỹ - Long Biên), 08B (Long Biên - Vạn Phúc), số 12 (Công viên Nghĩa Đô - Khánh Hà), số 62 (Bến xe Thường Tín - Bến xe Yên Nghĩa), số 94 (Bến xe Giáp Bát - Kim Bài), số 101A (Bến xe Giáp Bát - Vân Đình), số 101B (Bến xe Giáp Bát - Đại Cường(Ứng Hòa)) chạy dọc theo Quốc lộ 1. Có thêm xe 39 đến BV Nội tiết TW, 99 từ Tự Khoát Ngũ Hiệp đến bến xe Kim Mã. Xe đi qua có thêm 22B, 37, 106.
- Các dự án đường sắt đô thị Hà Nội đi qua địa bàn huyện là các tuyến số 1 (Ngọc Hồi - Yên Viên), tuyến số 6 (Nội Bài - Ngọc Hồi), tuyến số 7 (Mê Linh - Ngọc Hồi), tuyến số 8 (An Khánh - Dương Xá), trong đó tuyến số 1 hiện đang được đầu tư xây dựng.

### Hệ thống xe buýt

#### Điểm đầu cuối và trung chuyển
- Đông Mỹ (8A)
- Vạn Phúc (8B)
- Đại Áng (12 cũ)
- Ngũ Hiệp (99)
- Tam Hiệp (161)
- Tứ Hiệp (04, 39, 60A)

#### Các tuyến xe buýt hoạt động:
| Tuyến xe buýt                                  | Ghi chú                            | Lộ trình trong khu vực huyện Thanh Trì |
| ---------------------------------------------- | ---------------------------------- | --- |
| 04(Long Biên - Tứ Hiệp)                        |                                    | ... - Nguyễn Bồ - Tứ Hiệp (đối diện cổng Bệnh viện Nội Tiết trung ương cơ sở 2) |
| 6A(Bến xe Giáp Bát - Cầu Giẽ)                  |                                    | ... - Ngọc Hồi - Phương Dung -... |
| 6B(Bến xe Giáp Bát - Hồng Vân (Thường Tín))    |                                    | ... - Ngọc Hồi - Phương Dung -... |
| 6C(Bến xe Giáp Bát - Phú Minh (Phú Xuyên))     |                                    | ... - Ngọc Hồi - Phương Dung -... |
| 6D(Bến xe Giáp Bát - Tân Dân (Phú Xuyên))      |                                    | ... - Ngọc Hồi - Phương Dung -... |
| 6E(Bến xe Giáp Bát - Phú Túc (Phú Xuyên))      |                                    | ... - Ngọc Hồi - Phương Dung -... |
| 8A(Long Biên - Đông Mỹ)                        | Hoạt động từ thứ 2 đến 18:00 thứ 6 | ... - Ngọc Hồi - Ngũ Hiệp - Đông Mỹ - SVĐ Đông Mỹ |
| 8B(Long Biên - Vạn Phúc (Thanh Trì))           |                                    | ... - Nguyễn Bặc - Tứ Hiệp - Đồng Trì - Đê Hữu Hồng - Vạn Phúc (Thanh Trì) (gần đường Đê Sông Hồng) |
| 12(Công viên Nghĩa Đô - Khánh Hà (Thường Tín)) |                                    | ... - Ngọc Hồi - Phương Dung - Vĩnh Khang - Đại Hưng - Khánh Hà (Thường Tín) |
| 21B(Duyên Thái (Thường Tín) - Bến xe Mỹ Đình)  |                                    | ... - Đường gom cao tốc Pháp Vân Cầu Giẽ - Ngũ Hiệp - Vũ Lăng - Nguyễn Bặc -... |
| 22C(Bến xe Giáp Bát - KĐT Dương Nội)           |                                    | ... - Nghiêm Xuân Yêm - Nguyễn Xiển -... |
| 29(Bến xe Giáp Bát - Tân Lập)                  |                                    | ... - Nghiêm Xuân Yêm - Nguyễn Xiển -... |
| 37(Bến xe Giáp Bát - Chương Mỹ)                |                                    | ... - Nghiêm Xuân Yêm - Phạm Tu - Cầu Bươu -... |
| 39(Công viên Nghĩa Đô - Tứ Hiệp)               |                                    | ... - Cầu Bươu - Phan Trọng Tuệ - Ngọc Hồi - Nguyễn Bồ - Tứ Hiệp (đối diện cổng Bệnh viện Nội Tiết trung ương cơ sở 2)                                                                                   |
| 60A(Pháp Vân Tứ Hiệp - Công viên nước Hồ Tây)  |                                    | ... - Nghiêm Xuân Yêm - Nguyễn Xiển -... |
| 62(Bến xe Yên Nghĩa - Bến xe Thường Tín)       |                                    | ... - Cầu Bươu - Phan Trọng Tuệ - Ngọc Hồi - Phương Dung -... |
| 94(Bến xe Giáp Bát - Kim Bài)                  |                                    | ... - Ngọc Hồi - Phương Dung -... |
| 99(Kim Mã - Ngũ Hiệp)                          |                                    | ... - Nguyễn Bặc - Cổ Điển - Quang Lai - Vũ Lăng - Ngũ Hiệp (UBND xã Ngũ Hiệp) |
| 101A(Bến xe Giáp Bát - Vân Đình)               |                                    | ... - Ngọc Hồi - Phương Dung -... |
| 101B(Bến xe Giáp Bát - Đại Cường (Ứng Hòa)     |                                    | ... - Ngọc Hồi - Phương Dung -... |
| 106(KĐT Mỗ Lao - TTTM AeonMALL Long Biên)      |                                    | ... - Cầu Bươu - Kim Giang -... |
| 158(Bến xe Yên Nghĩa - Khu đô thị Đặng Xá)     |                                    | ... - Cầu Buơu - Kim Giang -... |
| 161(Cầu Giấy - Tam Hiệp)                       |                                    | ... - Nguyễn Xiển - Nghiêm Xuân Yêm - Kim Giang - Phan Trọng Tuệ (Tỉnh lộ 70A) - Ngõ 190 Phan Trọng Tuệ - Đường vào UBND xã Tam Hiệp - Tam Hiệp (trước sân bóng Đình Cung, xã Tam Hiệp, huyện Thanh Trì) |
| E06(Bến xe Giáp Bát - KĐT Vinhomes Smart City) |                                    | ... - Nghiêm Xuân Yêm - Nguyễn Xiển -... |

### Đường phố
- Cầu Bươu
- Chiến Thắng
- Cổ Điển
- Đại Hưng
- Đại Thanh
- Đông Mỹ
- Kim Giang
- Nghiêm Xuân Yêm
- Ngọc Hồi
- Ngũ Hiệp
- Nguyễn Bặc
- Nguyễn Bồ
- Nguyễn Quốc Trinh
- Nguyễn Xiển
- Phạm Tu
- Phan Trọng Tuệ
- Phương Dung
- Quang Lai
- Quang Liệt
- Tả Thanh Oai
- Tân Triều
- Thanh Liệt
- Triều Khúc
- Tứ Hiệp
- Tựu Liệt
- Vĩnh Khang
- Vĩnh Quỳnh
- Vũ Lăng
- Yên Xá

### Công trình thủy
- Đập điều tiết Thanh Liệt, nằm trên sông Tô Lịch;
- Hồ điều hòa Yên Sở (một phần thuộc xã Tứ Hiệp) và trạm bơm Yên Sở (thuộc địa phận huyện cũ), nay thuộc phường Yên Sở, quận Hoàng Mai.

Hai công trình trên là hai công trình đầu mối của hệ thống thoát nước của thành phố Hà Nội ra sông Nhuệ, sông Đáy và sông Hồng.
- Trạm bơm tiêu Đông Mỹ nằm ở phía Nam của huyện nhưng ít được sử dụng.

## Danh nhân
- Phạm Tu, quê xã Thanh Liệt; danh tướng triều Lý Nam Đế.
- Nguyễn Siêu, sứ quân chiếm đóng tại Tây Phù Liệt, xã Đông Mỹ
- Chu Văn An, quê xã Thanh Liệt;
- Nguyễn Như Đổ, quê xã Duyên Hà;
- Ngô Thì Sĩ, Ngô Thì Nhậm và các cá nhân trong Ngô gia văn phái, quê xã Tả Thanh Oai;
- Bạch Thái Bưởi, quê làng An Phúc, xã Liên Ninh; nhà tư sản dân tộc nổi tiếng trong lĩnh vực vận tải và khai mỏ trước Cách mạng Tháng Tám.
- Đỗ Ngọc Du, quê làng Thượng Phúc, xã Tả Thanh Oai; Bí thư Xứ ủy Bắc Kỳ, Bí thư Thành ủy Hà Nội.
- Đỗ Mười, quê xã Đông Mỹ, nguyên Chủ tịch Hội đồng Bộ trưởng (nay là Thủ tướng Chính phủ) Việt Nam (1988-1991), nguyên Tổng bí thư Đảng Cộng sản Việt Nam (1991-1997).
- Văn Hiệp, quê gốc ở Lạc Trung, nghệ sĩ hài kịch nổi tiếng, diễn viên trong các bộ phim, chương trình truyền hình, tác phẩm kịch. Gần đây nhất trong số đó là vai Trưởng thôn trong chương trình Gặp nhau cuối tuần của VTV.
- Nguyễn Thọ Chân, quê xã Đông Mỹ; Bí thư Thành ủy Hà Nội, Bộ trưởng Bộ Lao động, Đại sứ Việt Nam tại Liên Xô và Thụy Điển.
- Vương Thừa Vũ, quê làng Vĩnh Ninh, xã Vĩnh Quỳnh; Trung tướng Quân đội Nhân dân Việt Nam, Chủ tịch Ủy ban Quân quản Hà Nội năm 1954.
- Vũ Lăng, quê xã Ngũ Hiệp, Thượng tướng Quân đội Nhân dân Việt Nam.
- Lê Khắc, quê làng Đông Phù, xã Đông Mỹ; Bộ trưởng Chủ nhiệm Ủy ban Khoa học nhà nước, Bộ trưởng Bộ Ngoại thương
- Phạm Minh Hạc, quê làng Đông Phù, xã Đông Mỹ; Tiến sĩ, Bộ trưởng Bộ Giáo dục, Phó Trưởng ban Khoa giáo Trung ương.
- Nguyễn Tiến Sâm (1946-2019), là một Đại tá, phi công, bắn rơi 6 máy bay Mỹ, Anh hùng lực lượng vũ trang nhân dân; nguyên Thứ trưởng Bộ Giao thông Vận tải; Cục trưởng Cục Hàng không dân dụng Việt Nam; Tham mưu trưởng Quân chủng Không quân.
- Tạ Hoàng Cơ quê xã Liên Ninh, Tổng Giám đốc Ngân hàng Nhà nước Việt Nam.
- Trần Tấn (chính khách), quê xã Hữu Hòa; Chủ tịch Ủy ban Nhân dân Thành phố Hà Nội, Thứ trưởng Bộ Nội thương.
- Đoàn Ngọc Hải, quê xã Hữu Hòa, Nguyên phó chủ tịch UBND Quận 1 TP HCM, Nguyên phó tổng giám đốc Tổng công ty xây dựng Sài Gòn TNHH một thành viên.
- Hoàng Như Mai nơi sinh Bắc Giang, quê gốc Làng Nội Am, xã Liên Ninh, Giáo sư, nhà văn, nhà giáo Nhân Dân.
- Nguyễn Văn Luật quê quán Thôn Thọ Am, Xã Liên Ninh, Giáo sư, Tiến sỹ, Nguyên Viện trưởng Viện Lúa Đồng bằng sông Cửu Long, Anh hùng lao động.
- Nghệ sĩ ưu tú Chu Hùng đóng phim Người phán xử vai " Thế chột ", quê ở xã Đại Áng
- Thiếu tướng Trần Nguyên Độ tên thật Nguyễn Danh Tụy, Nguyên Phó Chính ủy Quân Đoàn 4 , Tư lệnh Binh đoàn 318, Chính ủy Học Viện Lục Quân Đà Lạt, quê ở xã Đại Áng
- Ngô Mạnh Lân là một nhà đạo diễn, biên kịch và là nhà nghiên cứu phim hoạt hình Việt Nam. Nổi tiếng với nhiều bộ phim hoạt hình như Mèo con, Con sáo biết nói, Chuyện ông Gióng, Thạch Sanh. Ông được trao tặng danh hiệu Nghệ sĩ nhân dân năm 1997 và giải thưởng Nhà nước về Văn học Nghệ thuật năm 2007, quê xã Tả Thanh Oai.

## Hình ảnh

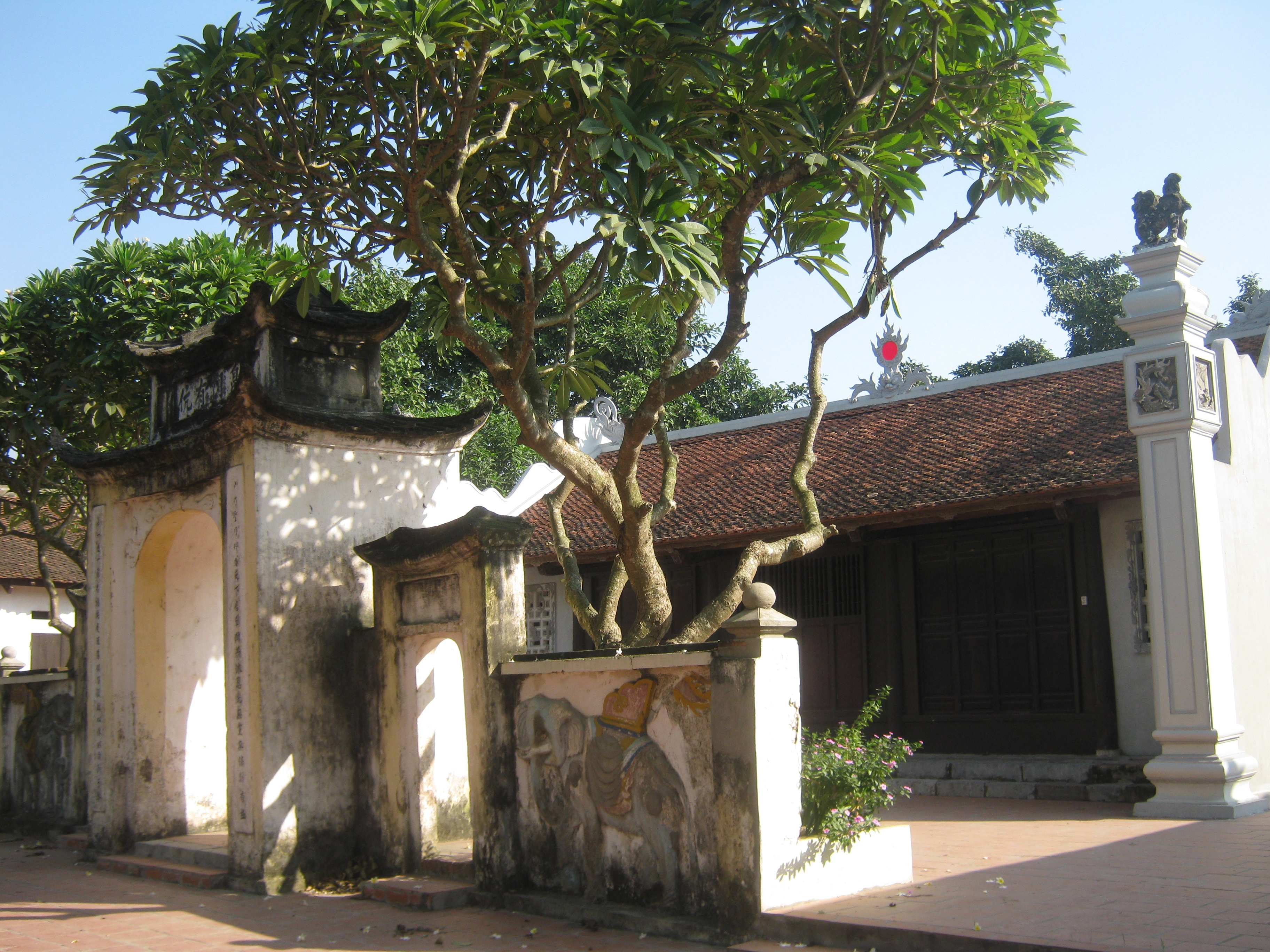
đình Hữu Thanh Oai ở xã Hữu Hòa thờ Lê Hoàn
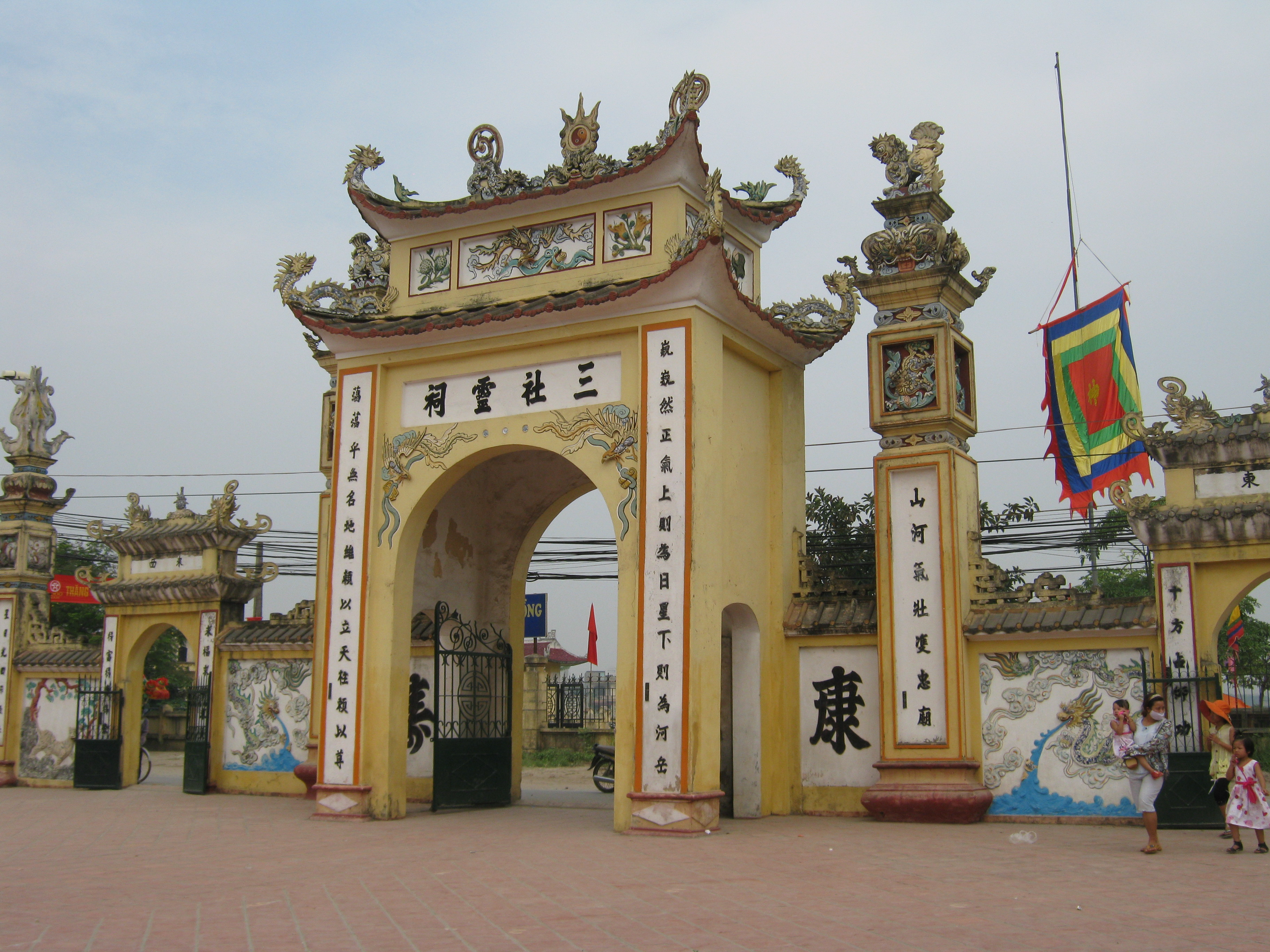
Đình Ba Dân ở xã Tứ Hiệp thờ anh em Nguyễn Bồ
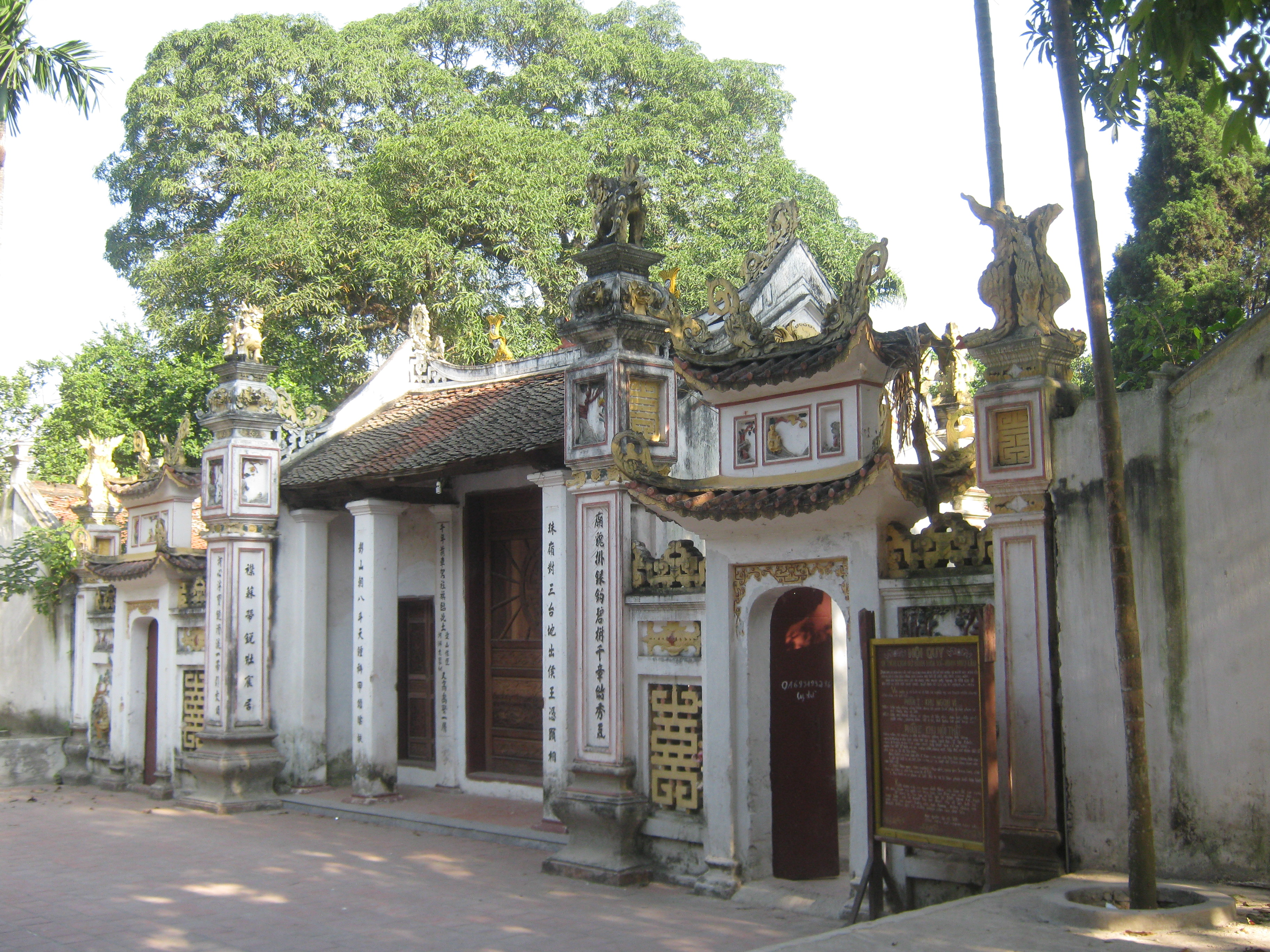
Đình Hoa Xá - Minh Ngự Lâu ở xã Tả Thanh Oai
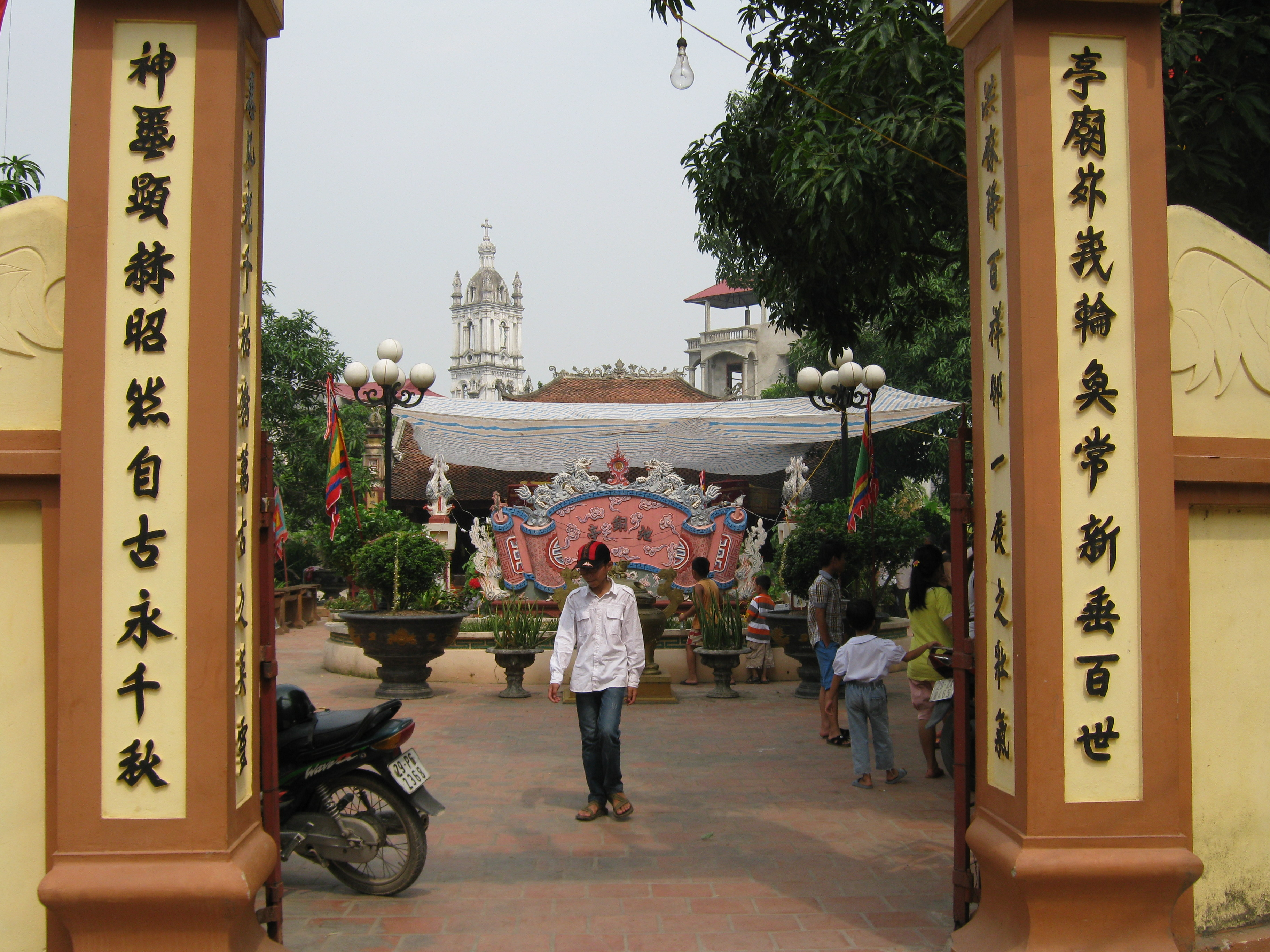
Đền thờ Nguyễn Bặc ở xã Tứ Hiệp
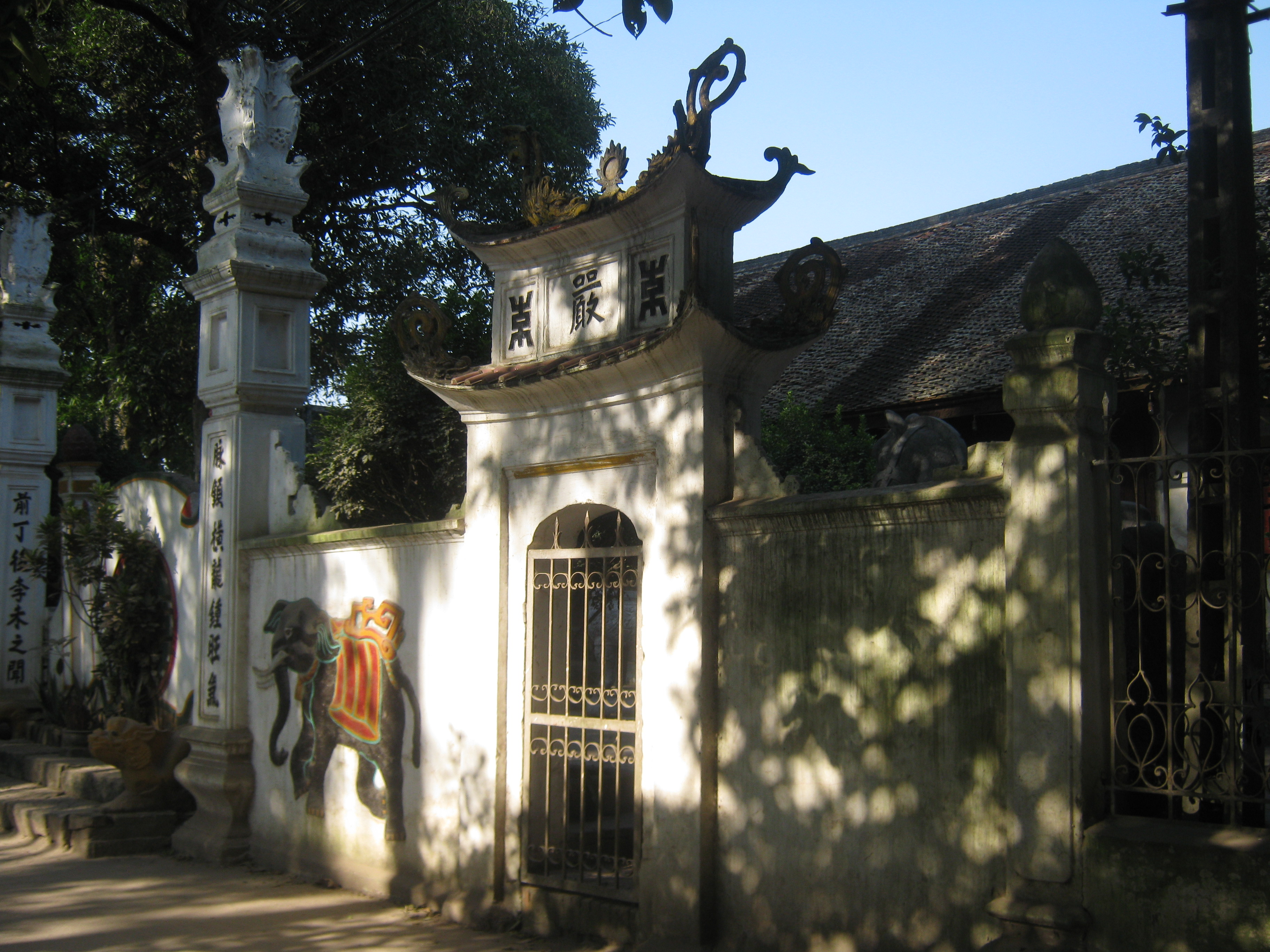
đình Phú Diễn ở xã Hữu Hòa thờ Lê Đại Hành
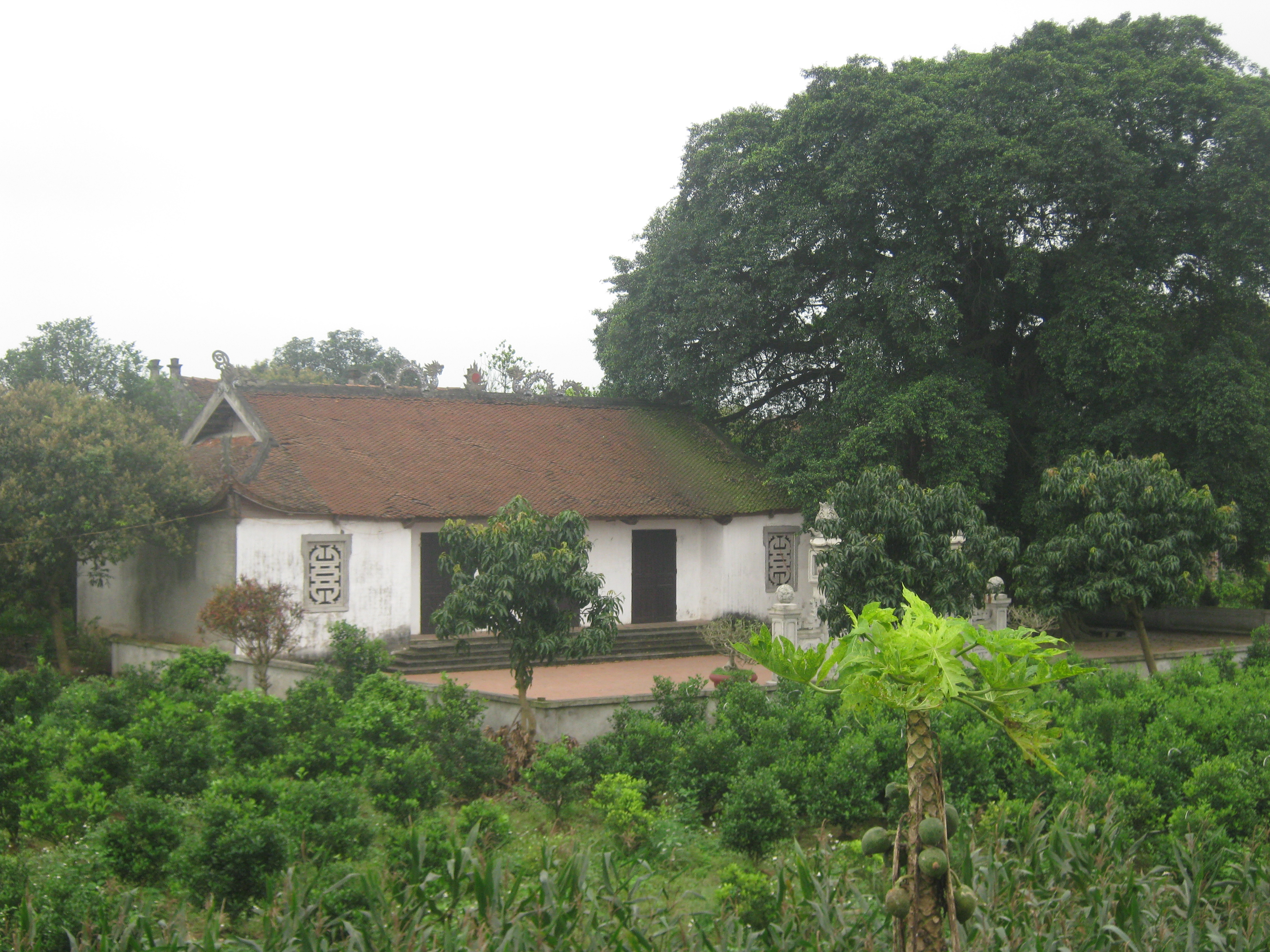
Đình Văn Uyên, nơi thờ Nguyễn Siêu
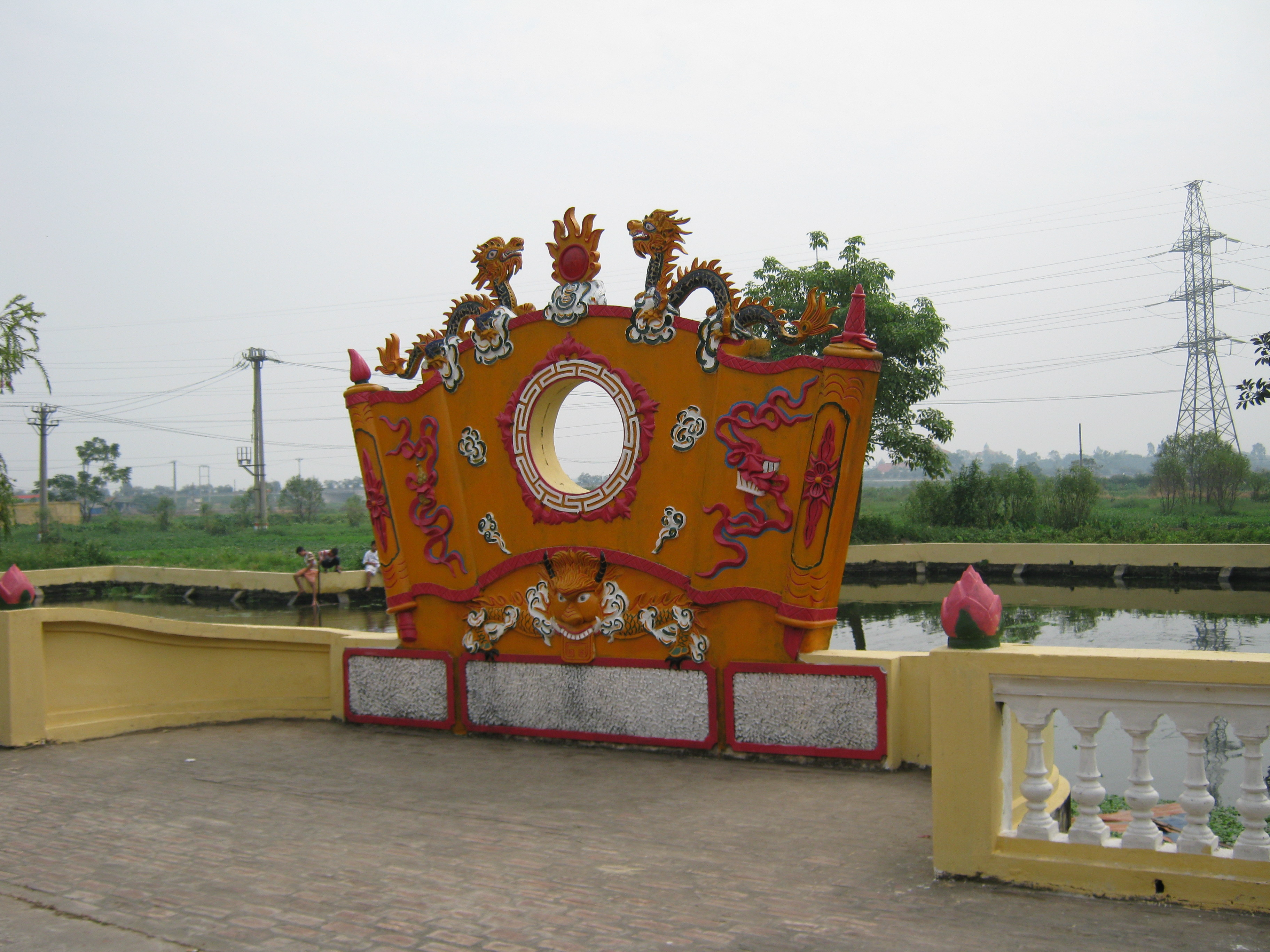
Đền Vua Đinh Tiên Hoàng
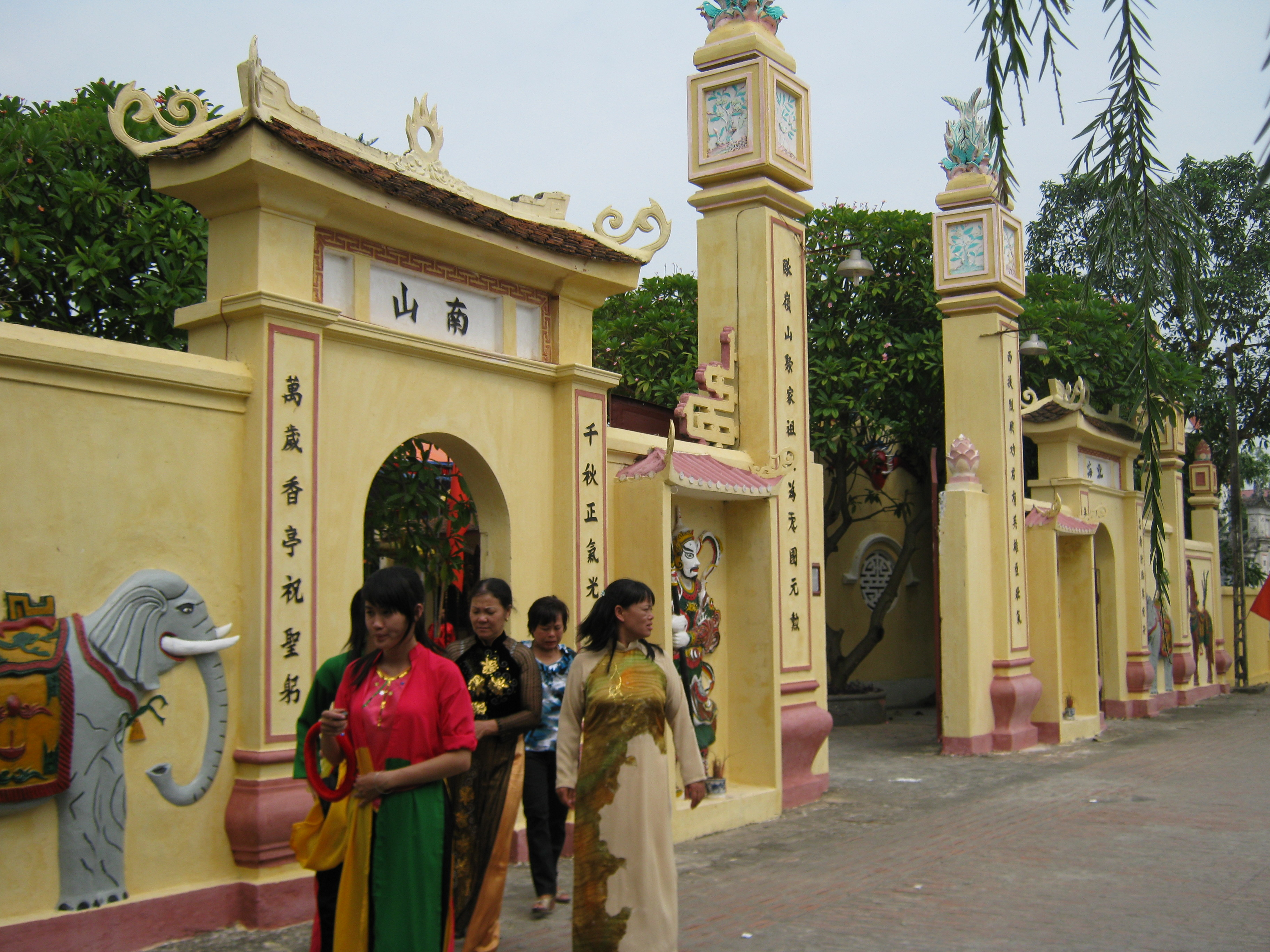
Đình Trung ở xã Tứ Hiệp
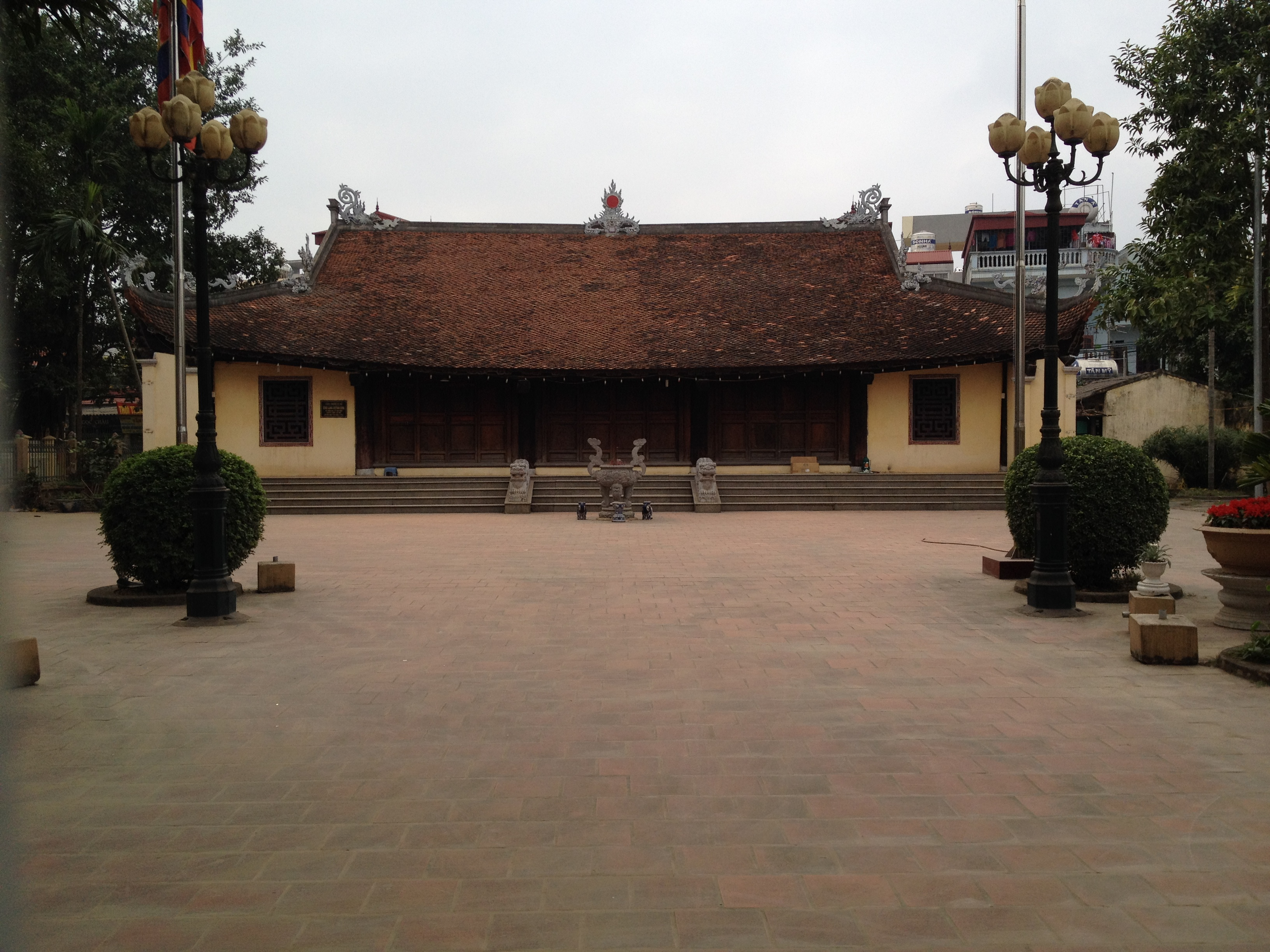
Đình Huỳnh Cung, Thanh trì